# Espagnol péruvien
L'espagnol  ou castillan péruvien est une variété de la langue espagnole qui regroupe principalement quatre formes dialectales au Pérou. La première de ces formes est celle de la côte (ou espagnol liménien) ; la seconde, celle des montagnes (ou espagnol andin) ; la troisième, celle de la forêt (ou espagnol amazonien) ; et la quatrième, celle de la côte du nord (ou espagnol équatorial).

## Histoire
La langue espagnole fut importée avec la colonisation espagnole et s'établit de façon permanente avec la fondation de Lima par Francisco Pizarro en 1532. Au départ, l'espagnol était très influencé par des dialectes estrémaduran et andalou, en même temps qu'il restait seulement la langue des colons et des métis des grandes villes. Les habitants des régions andines continuèrent, eux aussi, à utiliser leur langue, le quechua ou les autres langues indigènes, pendant quatre siècles. Vers le début du XXe siècle, ces langues connaissent un déclin démographique au profit de l'espagnol, qui devient la langue majoritaire du pays. 

## Dialectes

### Espagnol liménien ou côtier
Pendant la période coloniale, Lima fut la plus grande ville espagnole en Amérique du Sud (capitale de la vice-royauté du Pérou). Sa langue devint la plus pure, car elle accueillait la célèbre Université de San Marcos de Lima (la première du continent) et était la ville qui comptait le plus grand nombre de nobles castillans en dehors de l'Espagne. 
La société coloniale de Lima s'habitua à vivre avec une ostentation et un style de vie se distinguant de celui des autres villes de l'Amérique espagnole, à l'exception de Mexico et Bogota.
Au point de vue phonétique, le castillan de Lima et de la côte se distingue des autres variétés d'espagnol américain côtier par :
- L'absence d'une intonation trop forte. C'est unique parmi tous les locuteurs hispanophones.
- Le /s/ ne s'aspire jamais à la fin du mot, ni devant un mot qui commence avec une voyelle.
- Les lettres G devant /e/ et /i/ et J sont prononcées comme le H anglais sans aspirer.
- Sur la côte du nord on supprime le /y/ parmi des voyelles.

D'autre variétés du castillan de la côte péruvienne sont celles apparues après la pénétration des habitudes linguistiques de la chaîne de montagnes et du milieu rural des villes côtières et de Lima-même, après la grande irruption de population andine qui commença à partir de la décennie de 1940.
D'un autre côté les jeunes appartenant aux strates économiques les plus élevées de Lima ont développé eux aussi une manière de parler, surtout dans l'aspect tonal de certaines formes propres.

### Espagnol andin
Les Espagnols s'établirent dans les principales villes andines à partir de 1532 mais ce fut seulement une minorité (blanche et métisse) qui parla le castillan.
La grande majorité indigène parlait le quechua, (ou l'aymara), pendant quatre siècles après la colonisation. Dans les zones où la cohabitation linguistique est prédominante, il est le dialecte andin le plus répandu.
- Dans le castillan andin la parole est lente, de plus l'accentuation s'approche de ton paroxitone.
- On n'aspire jamais le/ s / à la fin des mots et il se prononce pas non plus de manière predorsale mais apicale, quelque chose de pareil à celle de la Castille.
- De même elle se patalise devant / i /.
- On distingue « ll » de /y/.
- On confond les voyelles / e / (prononcée é) avec / i / et / o / avec / u / (prononcée ou), influence du système de trois voyelles du quechua et de l'Aymara.
- Les « r » se prononcent comme le /r/ castillan ou le ch français.
- Le / f / s'articule comme une fricative bilabiale sourde.
- On donne de l'emphase aux consonnes avec affaiblissement des voyelles, surtout dans les syllabes atones, comme dans le castillan du Mexique bien que moins fort.

### Espagnol amazonien
La forêt péruvienne n'a été pas vraiment colonisée jusqu'à 1864. Aussi bien des colons de Lima que des montagnards s'y s'établirent. Ce castillan est un mélange des deux avec le substrat des langues amazoniennes.
- la j se prononce comme /f/ bilabiale plus une epetentique /u/.
- Les phonèmes / p / / t / et / k / se réalisent avec une aspiration.
- Le / y / se prononce fort.
- Il y est aussi de l'asibilation, non très fort de vibrants

## Vocabulaire
| Castillan péruvien | Castillan espagnol  | Français        |
| ------------------ | ------------------- | --------------- |
| Acurrucarse        | Abrigarse           | Se couvrir      |
| Cachaco            | Soldado             | Soldat          |
| Calato             | Desnudo             | Nu              |
| Caracha            | Suciedad del cuerpo | Saleté du corps |
| Chancar            | Machacar            | Piler           |
| Chacra             | Granja              | Ferme           |
| Guagua             | Niño                | Enfant          |